# Боборыкино (городской округ Подольск)
Боборыкино — деревня в Подольском районе Московской области России. Входит в состав сельского поселения Стрелковское (до середины 2000-х — в Брянцевский сельский округ).

## Население
| 2002 | 2006 | 2010 |
| ---- | ---- | ---- |
| 5    | →5   | ↗31  |

Согласно Всероссийской переписи, в 2002 году в деревне проживало 5 человек (3 мужчины и 2 женщин). По данным на 2005 год в деревне проживало 5 человек.

## Расположение
Деревня Боборыкино расположена примерно в 11 км к северо-востоку от центра города Подольска. Ближайшие населённые пункты — деревни Потапово, Федюково, Малое Брянцево, Яковлево и Спирово. Рядом с деревней Боборыкино протекает река Пустышка.